# Acolastus mongolicus
Acolastus mongolicus es un coleóptero de la familia Chrysomelidae.
Fue descrita científicamente por primera vez en 1971 por Lopatin.